# 半血红丝膜菌
半血红丝膜菌，俗稱驚訝網蓋（surprise webcap）或紅褶網蓋（red-gilled webcap），是一種擔子菌門真菌，隸屬於俗稱「網蓋」（webcap）的丝膜菌属。這種真菌體形中等，菌蓋呈淺棕色或赭色，而菌褶則呈鮮血紅色。這種真菌主要在歐洲的針葉林中出現。

## 分類
半血红丝膜菌最早是由瑞典真菌學家伊利阿斯·马格努斯·弗里斯於1821年描述的，其學名為黄棕伞菌半血红變種（Agaricus cinnamomeus var. semisanguineus）。後來，真菌學家克勞德·卡西米爾·吉萊於1876年將其學名改為現名。其學名中的源自拉丁文詞彙，意思是「半血红」，指的是其菌褶顏色。另外，學名中的「半」也是為了與血红丝膜菌分別。

## 描述
半血红丝膜菌的菌蓋直徑為2–8厘米（0.8–3.4英寸），呈棕赭色或琥珀色，且其中央部份較為深色。起初是鍾狀的，但隨著年齡增加會變成中凸狀。菌蓋表面覆蓋著細小的纖維，並且較為乾燥。其菌柄通常與菌蓋的顏色相同，但有時候會顯得較為蒼白。菌柄表面較為平滑，且其表面亦有時候會覆蓋著細小的纖維。菌柄細而長，並且呈圓柱狀。其菌褶是連生的或波狀的，且它們之間的間距亦較小。它們的顏色最初是血紅色，但隨著年齡增加會變成肉桂棕色，而其孢子印也有著相同的顏色。其擔孢子的大小為6–8 x 4–5微米。菌柄部份的菌肉呈赭色，但菌蓋部份的菌肉則呈橄欖色。
菌肉的氣味類似蘿蔔。
绯红丝膜菌與半血红丝膜菌類似，但有著一個更紅的菌蓋，和菌柄上更明顯的紅色皮質殘餘。

## 分佈及生境
半血红丝膜菌廣泛地分佈於歐洲和北美洲，並且主要在秋季於針葉林和針闊混交林中出現。這種真菌通常在樺樹或針葉木下生長，並且透過外生菌根的方式生長。這種真菌亦會在酸性土壤上的雲杉下大量出現。

## 可食性
半血红丝膜菌是有毒的，因此並不可供食用。其有毒成份與其他有毒丝膜菌，如毒丝膜菌等致命毒蕈的有毒成份相同。

## 其他用途

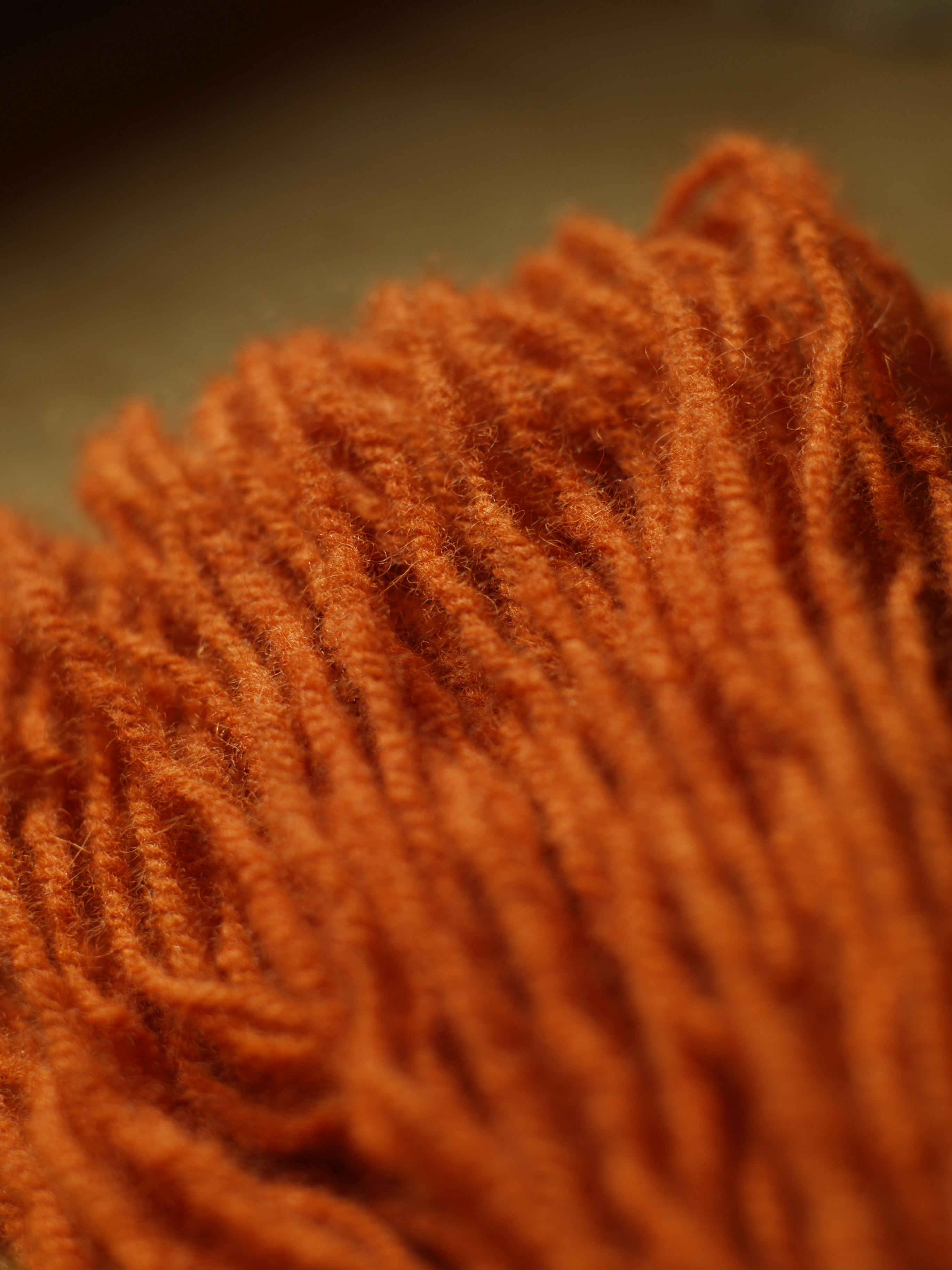
使用半血红丝膜菌染色的紡織紗線

半血红丝膜菌可用來為紡織紗線染色。

## 外部連結
YouTube上的半血红丝膜菌影片（页面存档备份，存于）